# 诺埃·埃尔南德斯
诺埃·埃尔南德斯（西班牙語：Noé Hernández，1978年3月15日—2013年1月16日），墨西哥男子田径运动员。他曾代表墨西哥参加2000年和2004年夏季奥林匹克运动会田径比赛，其中2000年奥运会获得一枚银牌。